# Waldbach (Bretzfeld)
Waldbach ist ein Ortsteil von Bretzfeld im Hohenlohekreis im nördlichen Baden-Württemberg.

## Ortsgliederung
Zur ehemaligen Gemeinde Waldbach gehört das Dorf Waldbach.

## Geschichte
Waldbach wurde als Waltbach am 5. November 1264 erstmals urkundlich erwähnt und ist wohl eine Gründung der jüngeren Ausbauzeit nach 800. Der Name leitet sich vom gleichnamigen Waldbach ab, der durch den Ort fließt und in die Brettach mündet.
Im hohen Mittelalter gab es um 1300 mit den auf einer Burg im Ort sitzenden Herren von Waldbach eine Ortsherrschaft unter der Oberherrschaft der Grafen von Löwenstein. Über die Herren auf Burg Maienfels gelangte der Ort vor 1375 in den Besitz des Hauses Habsburg, das ihn 1387 zum Zwecke der Gebietsbereinigung mit Hohenlohe gegen Gerabronn tauschte. Nachdem Waldbach als erneut habsburgisches Lehen im Besitz der Herren von Weinsberg und der Haller Patrizierfamilie Negelin war, kam es 1430 im Verlauf einer Fehde zur Verwüstung des Ortes. Vor 1438 erwarben die Herren von Sickingen den Ort, die ihn 1459 an den kurpfälzischen Obervogt Lutz Schott verkauften. Dieser veräußerte Waldbach 1469 an das Kloster Lichtenstern, das bereits seit 1363 das Kirchenpatronat der Kilianskirche ausübte und auch bereits Grundbesitz am Ort hatte. Infolge des Landshuter Erbfolgekriegs ging 1504 die Oberherrschaft über Waldbach von der Kurpfalz auf Württemberg über. Im Bauernkrieg wurde Waldbach 1525 vom Hellen Haufen geplündert. Der Bauernführer Ulrich Metzger stammte aus Waldbach. Im Zuge der Reformation wurde das Kloster Lichtenstern in der Mitte des 16. Jahrhunderts aufgehoben, und Waldbach kam 1534 zum württembergischen Klosteroberamt Lichtenstern.
Die Rodungstätigkeiten des 16. und 17. Jahrhunderts führten zu einer kräftigen Bevölkerungszunahme, so dass 1798 bereits 526 Einwohner gezählt wurden. 1807 kam Waldbach zum Oberamt Weinsberg. Nach dessen Auflösung 1926 kam es zum Oberamt Öhringen (seit 1938: Landkreis Öhringen), um 1973 dem neugebildeten Hohenlohekreis zuzufallen.
Am 1. Januar 1975 erfolgte der Zusammenschluss von Adolzfurt, Bitzfeld, Bretzfeld (inklusive Rappach, das sich bereits 1972 mit Bretzfeld zusammengeschlossen hatte), Dimbach, Geddelsbach, Scheppach, Schwabbach, Siebeneich, Unterheimbach und Waldbach zur neuen Gemeinde Bretzfeld. 1977 kam als zwölfte Ortschaft noch Brettach hinzu. Waldbach war ursprünglich der zweitgrößte Teilort Bretzfelds, seit 2011 nimmt Bitzfeld diesen Rang ein.

## Wappen
Die Blasonierung des ehemaligen Gemeindewappens lautet: In Rot auf grünem Dreiberg ein beschnittener silberner Baum, begleitet vorne von einem sechsstrahligen silbernen Stern, hinten von einem silbernen Halbmond; aus den äußeren Kuppen wachsen je drei silberne Rosen.

## Sehenswürdigkeiten

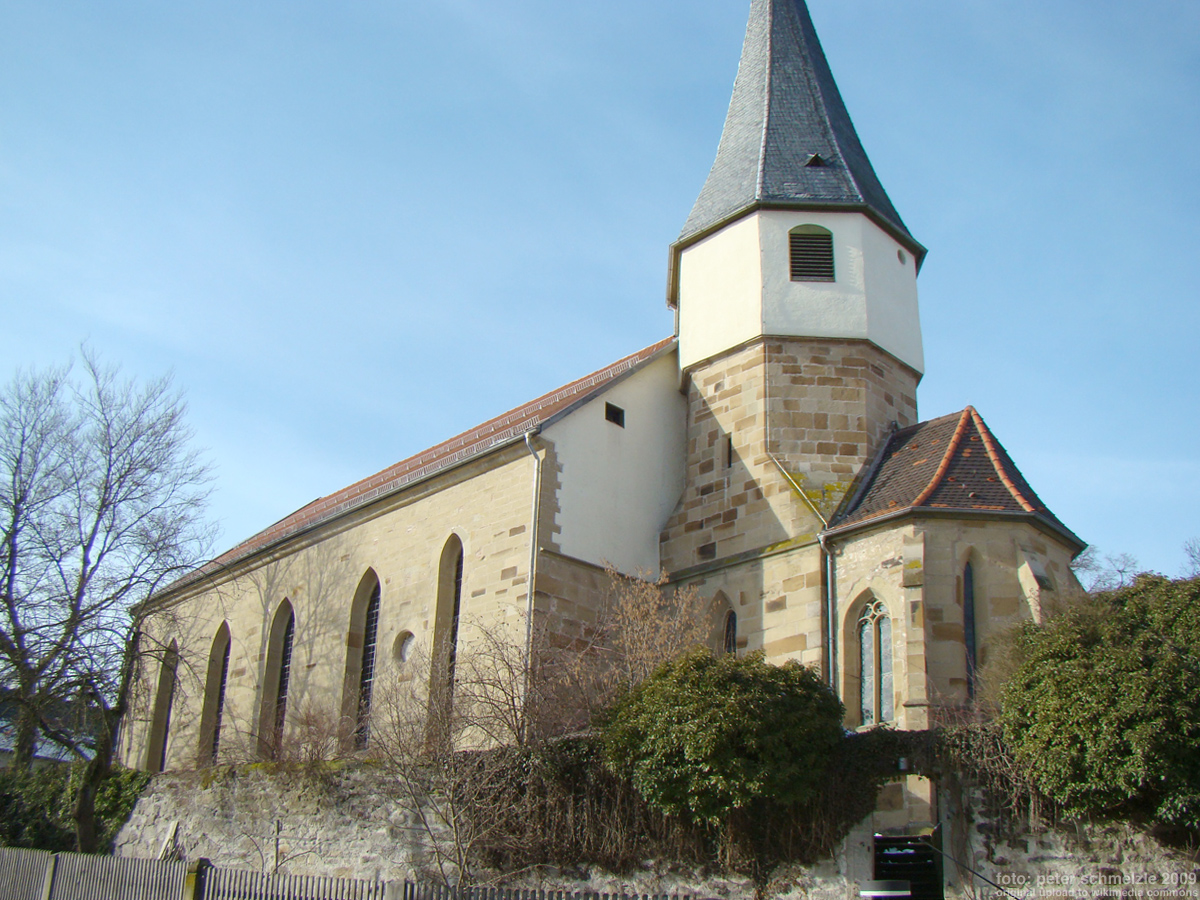
Kilianskirche

Die Kilianskirche wurde bereits bei der ersten Nennung des Ortes 1264 erwähnt. Die ältesten Teile des Gebäudes datieren aus der Zeit der frühen Gotik im 14. Jahrhundert. Das Kirchenschiff wurde von 1616 bis 1618 im Stil der Renaissance neu erbaut und 1748 um drei Meter erhöht und barock umgestaltet. Der Innenraum mit Orgel- und Besucherempore weist reichen historischen Bildschmuck des 17. und 18. Jahrhunderts auf. Im Turmchor sind Teile von historischen Wandmalereien des 14. und 15. Jahrhunderts erhalten.
Nördlich der Kirche befindet sich der ehemalige Kloster Lichtenstern'sche Hof mit mehrstöckigem Wohngebäude und neueren Wirtschaftsgebäuden. An der Stelle des Hofes, der im 19. Jahrhundert noch kurz finanzkammerlicher Hof war und dann in den 1830er Jahren an privat veräußert wurde, könnte sich die 1471 zerstörte Burg des Ortes befunden haben. Der Wirth'sche Hof ist der 1698 errichtete ehemalige Sitz des Schultheißen. Die im Gegensatz zum sonstigen Ortskern lockere Bebauung nördlich der Kirche wird ergänzt um die historische Zehntscheuer von 1821.
Zu den weiteren historischen Gebäuden des Ortes zählen das Pfarrhaus von 1794 und das ehemalige Schulhaus von 1802. Die ehemalige Kelter des Ortes wurde zuletzt als Rathaus genutzt und 1956 abgerissen.
Zu den Kleindenkmalen auf Gemarkung von Waldbach zählen im Wald westlich des Ortes an der Grenze zu Eschenau der Schneiderstein (als Sühnekreuz für den Mord an dem Schneidergesellen Georg Michael Ritter am 1. April 1709) sowie der Gedenkstein für den Eschenauer Rentner Hermann Lutz vom 5. Juni 1970. Letzterer Mord konnte nicht aufgeklärt werden.

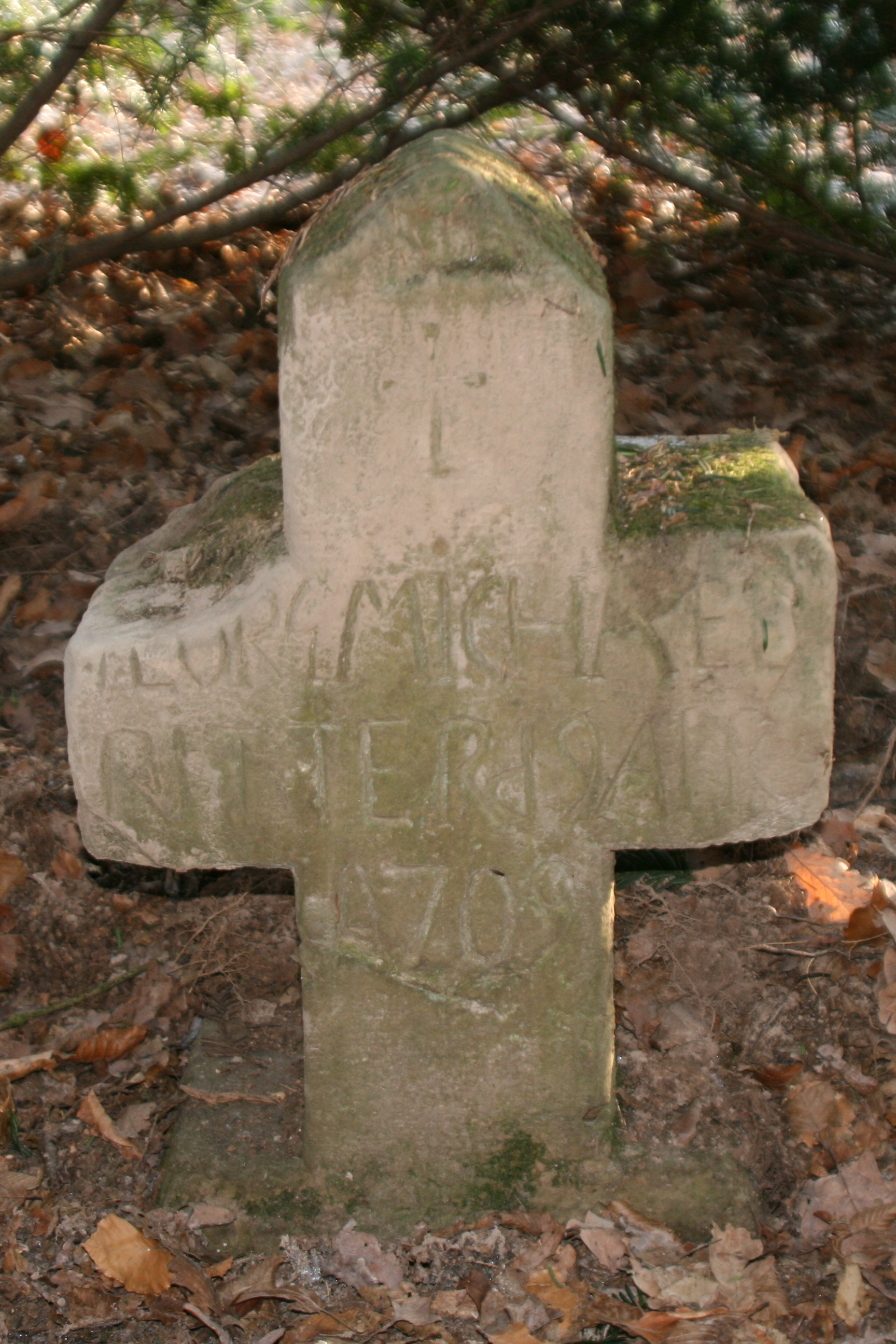
Schneiderstein, Vorderseite
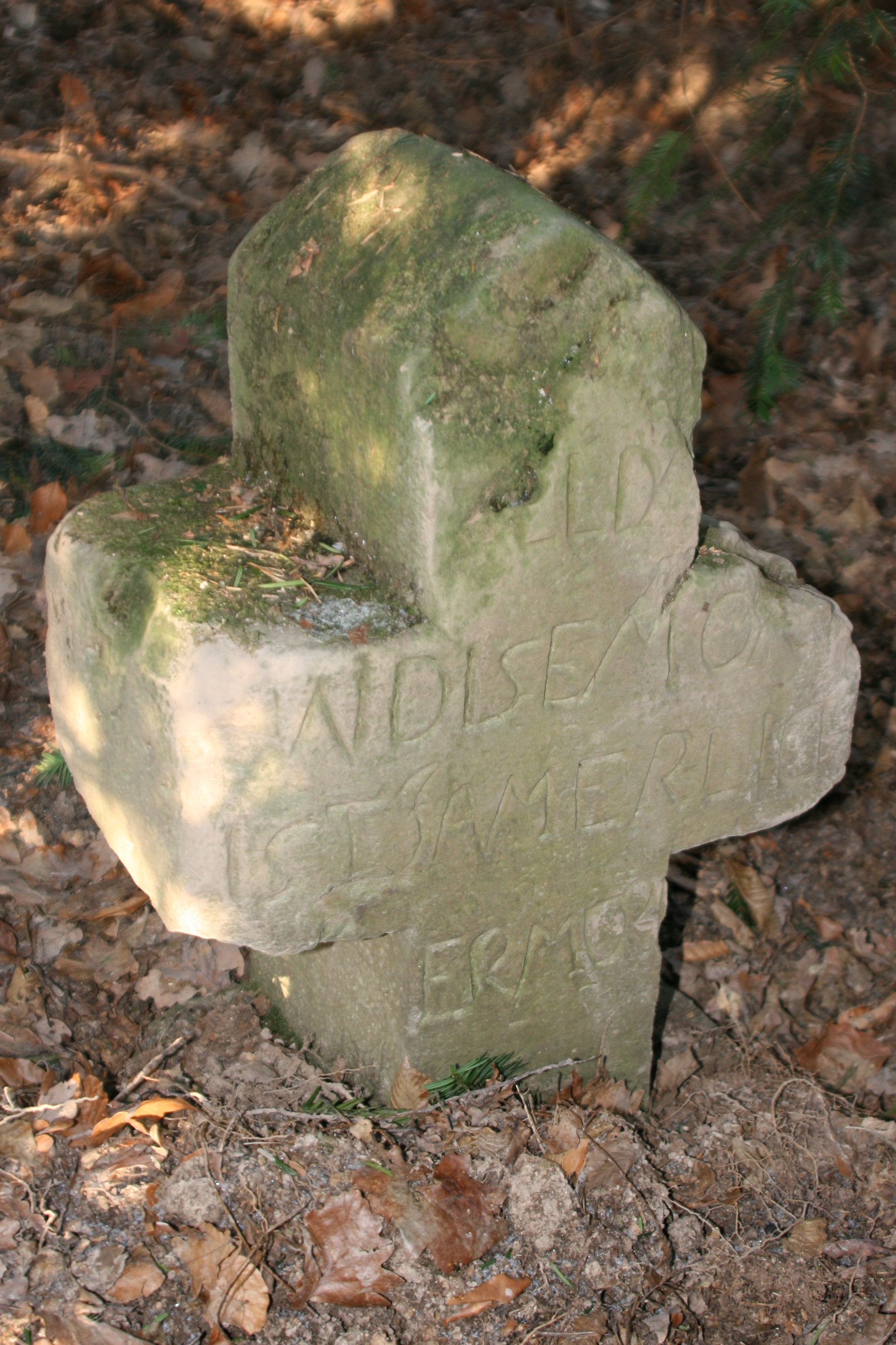
Schneiderstein, Rückseite
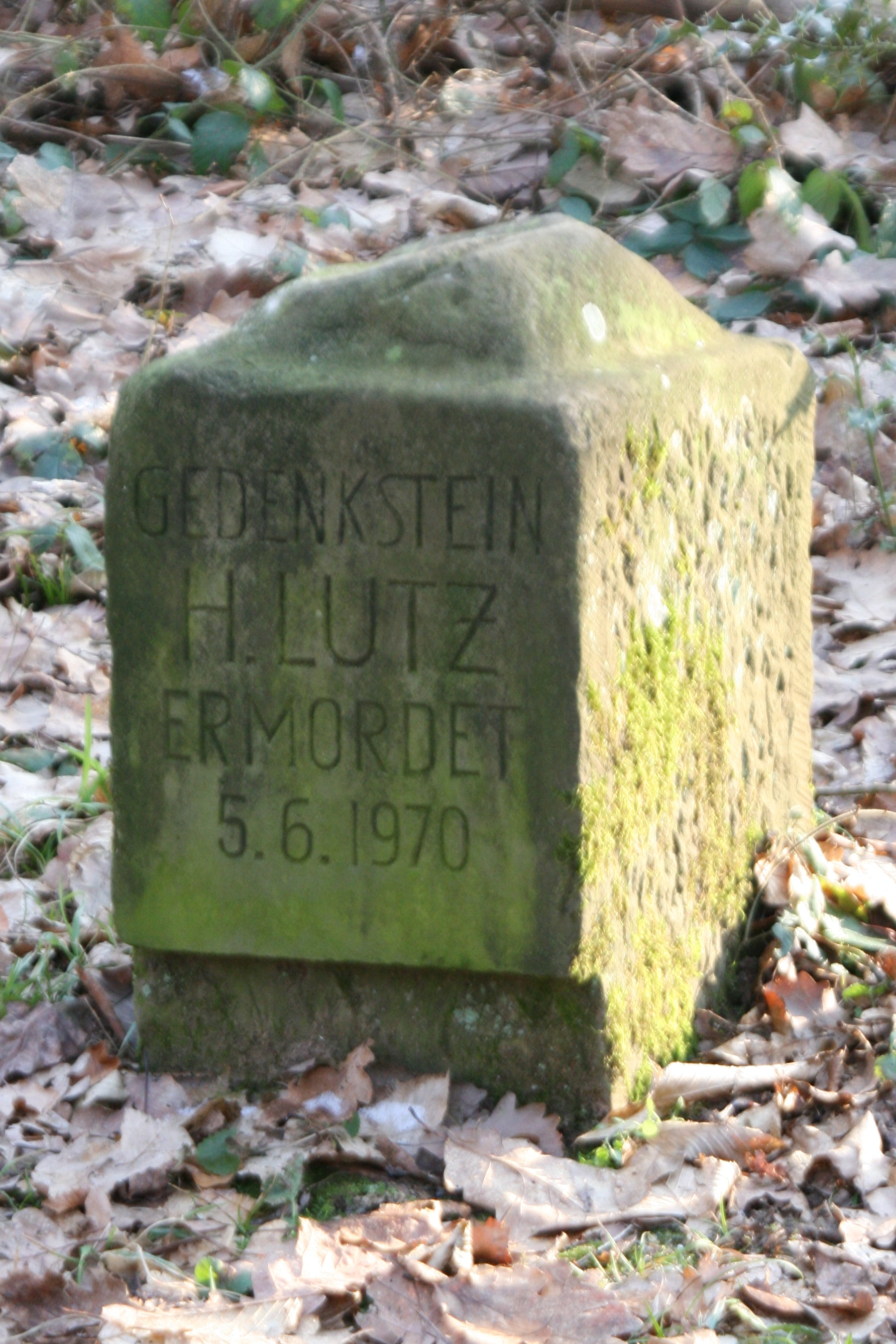
Gedenkstein für Hermann Lutz